# 서귀포관악단
서귀포관악단은 제주특별자치도 도립 관악단으로 1998년 창단하였다. 창단 이후로 연간 60여 회의 공연 활동을 하는 제주도의 연주 단체이다.
클래식부터 현대곡 등 여러 장르를 주제로 연주회와 공연 활동을 하고 있다.
제주를 소재로 한 창작곡 발표와 세계적인 유명 지휘자, 음악가 초청을 지속하고 있다.
제주국제관악제 개막 공연과 서귀포시 창작 오페레타 이중섭 공연을 비롯하여 아시아․태평양관악제, 일본 오키나와 구지카와시(具志川市) 시민예술극장 개관 5주년 기념 초청 공연, 대구 문화예술회관 초청 연주, 대한민국 국제관악제 및 중국 진황도시 교류 음악회 등에 참가하며 대한민국 내외에서 활동하고 있다.
정기적인 연주회로 지역민의 문화·예술 향유의 기회를 늘리고, 문화 소외지역을 찾아가는 공연을 진행함으로써, 저변 확대 기여하고 있다. 연주 단체로서는 최초로 대한민국 관악상(2010년)을 수상하였다.

## 연혁
| 연도 | 일자   | 내용                                                                                   |
| ---- | ------ | -------------------------------------------------------------------------------------- |
| 1997 | 12.31  | 서귀포시 조례 제 914호 「서귀포시 시립 예술 단체 설치 조례」 개정                      |
| 1998 | 01.20  | 초대 양경식 상임지휘자 위촉                                                            |
|      | 02.26  | 서귀포시립관악단 창단                                                                  |
| 2000 | 01.02  | 제11회 아태관악제(대만 嘉義市) 초청연주(2회)                                           |
|      | 03.17  | 일본 오키나와현 구지카와시 시민예술극장 개관 5주년 기념 국제무대예술교류사업 초청 연주 |
| 2002 | 04.01  | 2002 교향악 축제 제주시립교향악단 참가에 따른 서귀포시립관악단 찬조 출연               |
|      | 06.19  | 2002 제주월드컵 문화행사 뮤지컬 <범섬의 숨비소리> 공연                                 |
| 2007 | 07.25  | 제주특별자치도립예술단 설치 및 운영 조례 개정                                          |
| 2008 | 01.01  | 제주특별자치도립 서귀포관악단(제주도립예술단 통합)으로 승계                            |
| 2010 | 01.30  | 한국관악협회 연주단체 최초 대한민국 관악상 수상                                        |
| 2013 | 08.13  | 전단원 상임화 시행                                                                     |
| 2014 | 08.30  | 중국 진황도시 국제 교류 연주(2회)                                                      |
| 2015 | 02.27  | 제2대 이동호 상임지휘자 위촉                                                           |
|      | 08.15~ | 제주국제관악제 개막공연                                                                |
| 2016 | 06.17~ | 이중섭 탄생 100주년 기념 - 창작 오페레타 <이중섭> 제작 및 공연                         |
|      | 08.20  | 제49회 정기연주회 해외유명 객원지휘자 초청(~매년 8월 정기연주회 진행)                  |
| 2018 | 06.28  | 제13회 제주포럼 JEJU FORUM 폐막공연                                                    |
|      | 12.18  | 2018 대만 차이 국제관악제 초청 공연(2회)                                               |
| 2019 | 10.11  | 서울오페라페스티벌 2019 <창작오페라 이중섭> 공연                                       |

## 역대 지휘
- 초대 지휘자: 양경식(1998.01.20~2015.01.07)
- 제2대 지휘자: 이동호(2015.02.27~)